# Karol Bittner
Karol Wiktor Bittner (ur. 6 października 1902 w Poznaniu, zm. wiosną 1940 w Katyniu) – polski lekarz, podporucznik rezerwy służby zdrowia Wojska Polskiego, doktor nauk medycznych, ofiara zbrodni katyńskiej.

## Życiorys
Syn Konstantego i Heleny z Beisertów. Absolwent Gimnazjum św. Marii Magdaleny w Poznaniu, Wydziału Lekarskiego Uniwersytetu Poznańskiego (1926, doktorat 1929) i Szkoły Podchorążych Rezerwy Sanitarnych w Warszawie (1930). W 1920 ochotnik w baonie radiotelegraficznym. W 1930 ordynator, lekarz cywilny w 7 Szpitalu Okręgowym. Przeniesiony do rezerwy, przydzielony do kadry 7 Szpitala Okręgowego.
W czasie kampanii wrześniowej 1939, po agresji ZSRR na Polskę, w nieznanych okolicznościach dostał się do niewoli sowieckiej. W październiku 1939 przebywał w obozie w Juchnowie, gdzie sprawował funkcję chirurga. Następnie od listopada był osadzony w obozie jenieckim w Kozielsku. Między 19 a 21 kwietnia 1940 został przekazany do dyspozycji naczelnika smoleńskiego obwodu NKWD (lista wywózkowa 036/2 z 16 kwietnia 1940). Między 20 a 22 kwietnia 1940 zamordowany w Katyniu przez funkcjonariuszy Obwodowego Zarządu NKWD w Smoleńsku oraz pracowników NKWD przybyłych z Moskwy na mocy decyzji Biura Politycznego KC WKP(b) z 5 marca 1940. Ofiary tej zbrodni grzebano w bezimiennych mogiłach zbiorowych, gdzie od 28 lipca 2000 mieści się oficjalnie Polski Cmentarz Wojenny w Katyniu. W miejscu tym prowadzone były ekshumacje i prace archeologiczne. W 1943 jego ciało zostało zidentyfikowane w toku ekshumacji prowadzonych przez Niemców pod numerem 3367 (raport dzienny z 26 maja 1943). Przy jego zwłokach znaleziono: znak tożs., dowód osob., leg. lekarską, leg. P.C.K. oraz 1 list, (tutaj opisany jako Buttner Karol). Figuruje na liście Komisji Technicznej PCK pod numerem 03367.

W Monitorze Polskim z 3 lipca 1946 ukazało się następujące ogłoszenie:
Dr med. Karol Bittner, syn Konstantego i Heleny, urodzony 16.10.1902 roku w Poznaniu i tamże zamieszkały przed pójściem na wojnę, zaginął bez wieści w czasie działań wojennych jako komendant czołówki chirurgicznej. Żona Marta Maria Bittnerowa prosi o zaopatrzenie. Wzywa się wszystkich, którzy posiadają wiadomości o zaginionym, mogące świadczyć o jego zaginięciu lub śmierci, aby zawiadomili o tym Starostwo Powiatowe Poznańskie w ciągu trzech miesięcy od daty ogłoszenia edyktu z powołaniem się na znak: Nr In. 14/35/45. 
Był żonaty z Martą Marią.

## Odznaczenia
- Krzyż Zasługi[3]

## Upamiętnienie
5 października 2007 minister obrony narodowej Aleksander Szczygło mianował go pośmiertnie na stopień porucznika. Awans został ogłoszony 9 listopada 2007 w Warszawie, w trakcie uroczystości „Katyń Pamiętamy – Uczcijmy Pamięć Bohaterów”.
Jest jednym z 305 lekarzy pochowanych na Polskim Cmentarzu Wojennym w Katyniu i upamiętnia go tabliczka epitafijna nr 225. 
13 kwietnia 2016, w ramach akcji „Katyń... pamiętamy” / „Katyń... Ocalić od zapomnienia”, w ogrodzie Pałacu Prezydenckiego został zasadzony Dąb Pamięci poświęconego wszystkim Ofiarom Zbrodni Katyńskiej, certyfikat z numerem 1. 